# Vikariat (evangelisch)
Das Vikariat ist der praktische Vorbereitungsdienst für den Beruf des evangelischen Pastors bzw. Pfarrers.

## Bedeutung
Das Vikariat ist  der zweite, praktische Teil der evangelischen Pfarrerausbildung in Deutschland, der Schweiz und Österreich nach dem Studium der Theologie. Es ist als solches vergleichbar dem Referendariat im öffentlichen Dienst; wer das Vikariat durchläuft, ist Vikar oder Vikarin.
Voraussetzung für die Aufnahme in das Vikariat ist in den deutschen evangelischen Landeskirchen ein mit dem Ersten Theologischen oder Ersten Kirchlichen Examen abgeschlossenes Studium der evangelischen Theologie. In der Regel erfolgt schon während des Studiums durch die Aufnahme in eine landeskirchliche Anwärterliste eine Begleitung durch den späteren Anstellungsträger (Landeskirche). Das Erste Theologische Examen entspricht dem ersten Staatsexamen bzw. dem akademischen Grad des Masters (früher: Diplom), der sich je nach Landeskirche und Universität zusätzlich zu dem Ersten Theologischen Examen erwerben lässt (siehe Theologie). Am Ende des Vikariats wird das Zweite Theologische bzw. das Zweite Kirchliche Examen in Analogie zum zweiten Staatsexamen in der Lehrer- und Juristenausbildung absolviert.
In der Schweiz gehören zu den Zulassungsvoraussetzungen neben dem abgeschlossenen Master-Studiengang in Evangelischer Theologie weitere kirchliche Ausbildungselemente mit Praxisbezug. In Österreich sind neben dem universitären Abschluss in Evangelischer Theologie mehrere studienbegleitende Praktika vorgegeben.
Im Anschluss an das Zweite Examen kann eine Übernahme in den kirchlichen Probedienst, je nach Landeskirche als Pastor, Pfarrer zur Anstellung (Pfr. z. A.) oder zum Pfarrer auf Probe erfolgen. Die Ordination zum Pastor bzw. Pfarrer erfolgt in manchen Landeskirchen schon zu Beginn oder im Laufe dieses Probedienstes, in der Regel erst bei der Einführung auf die erste Pfarrstelle in einem unbefristeten Dienstverhältnis.
Während des Vikariats darf der Anwärter schon kraft der Ordination des Pastors oder der Pastorin, der oder die die Ausbildung in der Gemeinde begleitet, das Abendmahl verwalten, trauen, taufen etc.; dies ist eine Sonderregelung, um die Qualität dieser Ausbildung zu sichern, die teilweise (insbesondere in Bezug auf die Verwaltung des Abendmahls) zu Irritationen bei anderen Kirchen führt, mit denen die Evangelischen Kirchen in Deutschland in der Ökumene verbunden sind, wie auch bei stärker traditionalistisch eingestellten Kirchenmitgliedern insbesondere im Luthertum. Ebenso ist die Erlaubnis dazu in den verschiedenen Landeskirchen recht unterschiedlich geregelt. So dürfen z. B. in Sachsen die Vikare nur inklusiv „Es segne uns“, nicht aber exklusiv „Es segne euch“ segnen. Weiterhin dürfen sie der Feier des Abendmahls nicht vorstehen. Der Ablauf und die Länge des Vikariats variieren zwischen den einzelnen Landeskirchen.

## Zeitlicher Ablauf

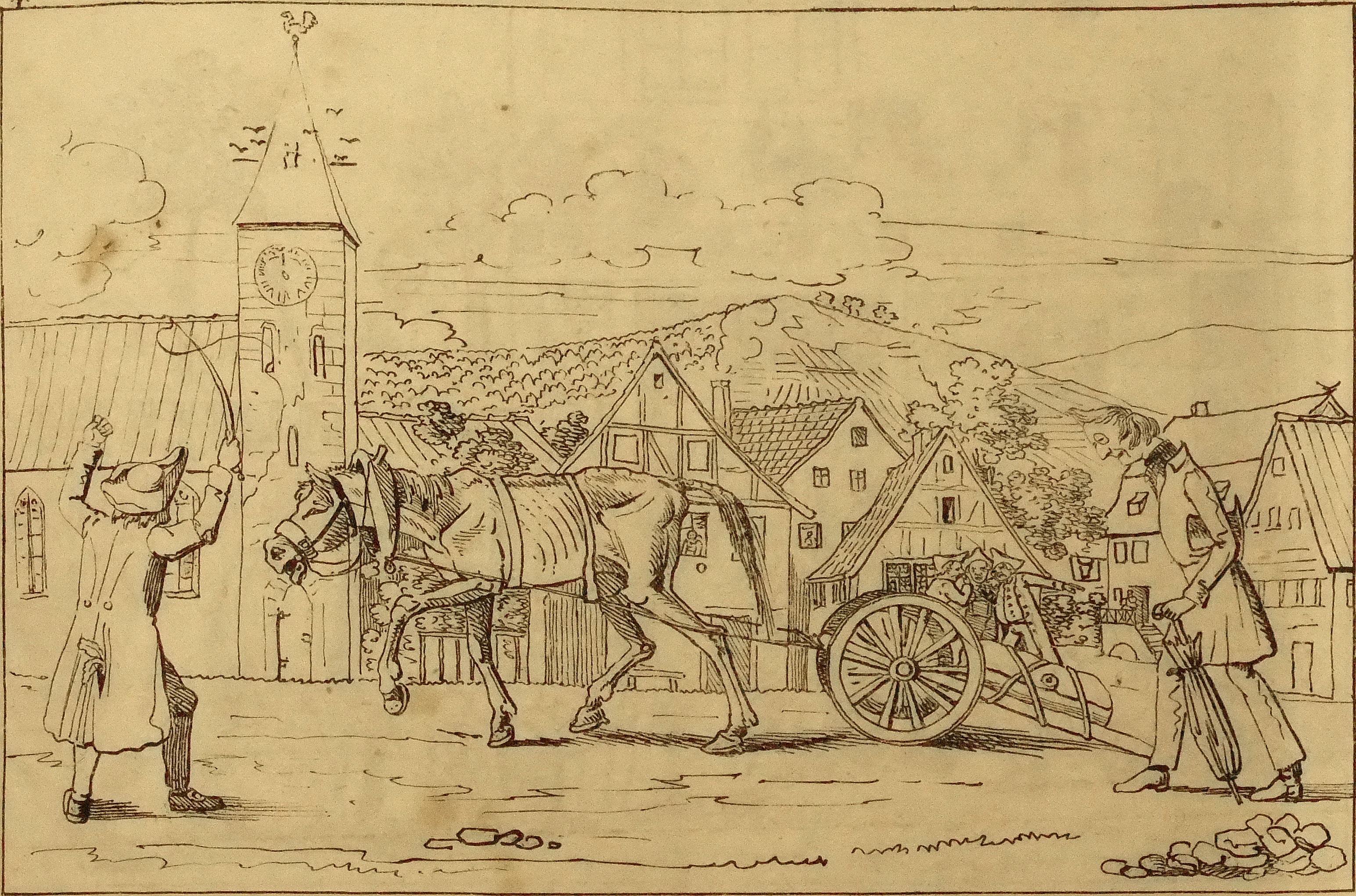
Aufzug eines Vikars (im 19. Jahrhundert), Illustration im Buch „Scenen aus dem Leben eines Vikars“ von Ludwig August Helvig 1842

Das Vikariat beginnt mit der Berufung in ein öffentlich-rechtliches Dienstverhältnis auf Widerruf. Der zeitliche Ablauf eines Vikariats wird von der jeweiligen Kirche oder Landeskirche geregelt. In einigen Landeskirchen steht zu Beginn eine Phase der religionspädagogischen Ausbildung in der Schule, die bis zu einem halben Jahr dauern kann. Ergänzend wird in dieser Zeit eine religionsdidaktische Einrichtung der betreffenden Landeskirche besucht.
Es folgt die mindestens ein Jahr dauernde Gemeindephase, in der der Anwärter einem Pfarrstelleninhaber fest zugeordnet ist. Dort wird schrittweise gelehrt, Gottesdienst, Taufen, Hochzeiten und Beerdigungen zu halten. Als letztes folgt die Abschlussphase mit dem zweiten theologischen Examen, bestehend aus einigen Klausuren und/oder mündlichen Prüfungen. In der evangelischen Kirche in Österreich dauert das Vikariat drei Jahre.
Während des Vikariats finden teils mehrwöchige Kurse in einem Predigerseminar statt, in denen die praktische Arbeit in der Gemeinde reflektiert wird und neue Ansätze erprobt werden. Häufig ist auch ein Modell mit monatsweise eingerichteten Phasen im Predigerseminar, die das Gemeindevikariat unterbrechen. Es finden Kurse zu Pädagogik, Seelsorge, Predigtlehre und Gemeindeentwicklung statt. In den meisten Vikariatsmodellen ist eine Regionalgruppe hinzugekommen. Sie besteht aus Vikaren aus der Region in fester Zusammensetzung. Diese Vikare und Vikarinnen treffen sich mit ihrem Mentor zu einem Austausch eigener Erlebnisse und Erfahrungen, um so Anregungen für die eigene Arbeit zu erhalten.